# Mr. Holmes - Il mistero del caso irrisolto
Mr. Holmes - Il mistero del caso irrisolto (Mr. Holmes) è un film del 2015 diretto da Bill Condon e interpretato da Ian McKellen nel ruolo del famoso investigatore Sherlock Holmes.
Si tratta dell'adattamento cinematografico del libro di Mitch Cullin intitolato A Slight Trick of the Mind, pubblicato nel 2005.

## Trama
Inghilterra 1947. Il celebre investigatore Sherlock Holmes è un uomo di 93 anni che ha da tempo abbandonato il suo lavoro per ritirarsi in campagna nel Sussex, dove vive con la governante Mrs. Munro e suo figlio Roger. Non contento dalla versione  del suo ultimo caso, pubblicata dal suo collaboratore Dottor Watson, decide di scriverne una propria, ma a causa del deteriorarsi della memoria, non riesce a ricordare con esattezza i fatti.
Nel giardino della casa possiede delle arnie con cui produce pappa reale, sperando con essa di rallentare il processo degenerativo. Di recente si era recato fino in Giappone, presso un suo ammiratore con il quale era in corrispondenza, alla ricerca del pepe del Sichuan, ritenuto erroneamente dotato di migliori proprietà curative. Qui scopri che il suo ammiratore era in realtà il figlio di un certo Umezaki. Quando questi si recò definitivamente a Londra per un presunto lavoro di ambasciatore. Il figlio diede la colpa ad Holmes per l’abbandono della famiglia, perché in una lettera il padre spiegò che tale decisione fu presa per l’appoggio di Holmes. Questi però dopo aver spiegato al figlio che non conobbe mai suo padre, spiegò le sue azioni come un gesto di vigliaccheria nei confronti della famiglia che evidentemente decise di abbandonare con una scusa.
Con l'aiuto del piccolo Roger, Holmes riesce finalmente a ricostruire il caso irrisolto, dove una donna commise suicidio, dopo essersi incontrata con lui per l'ultima volta. A causa del suo approccio eccessivamente razionale, egli non aveva previsto il di lei intento.
Nel frattempo il bimbo ha un incidente che mette a rischio la propria vita. Divenuto un appassionato apicoltore, all'insaputa di Holmes, aveva scoperto la causa dell'improvvisa moria di api, predate da delle vespe di un vicino nido, che egli aveva tentato di uccidere con l'acqua di un annaffiatoio, subendone l'aggressione che gli avevano indotto dello shock anafilattico.
Durante il ricovero in ospedale, Holmes dimostra il proprio affetto verso il bambino e la madre decidendo di lasciare loro in eredità la sua casa. Fortunatamente Roger sopravvive alla disavventura. Tornato a casa, Holmes scrive la sua prima opera di narrativa, una lettera a Umezaki, in cui gli racconta una storia di fantasia in cui suo padre era un uomo coraggioso e onorevole che aveva lavorato segretamente ed efficacemente per l'impero britannico. Immerso nella natura, il vecchio Sherlock, ripensando al suo passato, dedica una preghiera a tutti i cari scomparsi. Come usanza giapponese, li rappresenta con delle pietre di cui si circonda.

## Produzione
Bill Condon e Ian McKellen collaborano per la seconda volta dopo Demoni e dei (1998). L'attore protagonista ha letto immediatamente lo script di Jeffrey Hatcher e ha parlato così del suo personaggio: «Non ho mai avuto particolare desiderio di interpretare Sherlock Holmes, ma questo è Sherlock in un posto molto particolare... ha quasi 100 anni, è in pensione ed è più un apicoltore che un detective». Per la produzione dell'opera è stato investito un budget di 10 milioni di dollari.
Durante il film l'anziano protagonista assiste a una trasposizione cinematografica ispirate al suo personaggio. Si tratta di una pellicola immaginaria, interpretata da Nicholas Rowe, che già impersonò il ruolo di Holmes nel film Piramide di paura (1985).

### Riprese
Le riprese sono cominciate il 5 luglio 2014, e si sono svolte a Londra. Il 9 luglio l'attore McKellen ha pubblicato su Twitter una sua foto nei panni di Sherlock Holmes nel film. Il film è stato girato in 7 settimane, tra Londra e la costa sud dell'Inghilterra.

## Colonna sonora
Già a luglio 2014 era stato annunciato che Carter Burwell avrebbe composto la musica per il film.

## Distribuzione
Nel 2014 la Miramax ha comprato i diritti per la distribuzione dell'opera. Il film è stato scelto per competere alla 65ª edizione del Festival Internazionale del cinema di Berlino. È stato mostrato in anteprima il 7 febbraio 2015. Il film è stato poi ufficialmente distribuito nei cinema britannici il 19 giugno 2015. In Italia il film è uscito nelle sale il 19 novembre 2015.

## Accoglienza

### Pubblico
Il film ha incassato 29,4 milioni di dollari al botteghino.

### Critica
Sull'aggregatore Rotten Tomatoes il film riceve il 88% delle recensioni professionali positive con un voto medio di 7,1 su 10 basato su 187 critiche, mentre su Metacritic ottiene un punteggio di 67 su 100 basato su 35 critiche.

## Controversie
L'associazione The Conan Doyle Estate ha denunciato la produzione dell'opera per via della violazione del diritto d'autore inerente ad alcuni racconti di Doyle relativi alla fase finale della vita di Sherlock Holmes, per l'utilizzo dei quali non era stata richiesta alcuna autorizzazione. Le parti coinvolte hanno comunque trovato un accordo prima della pubblicazione del film.